# Mallochohelea limitrofe
Mallochohelea limitrofe är en tvåvingeart som beskrevs av Gustavo R. Spinelli och Felippe-bauer 1990. Mallochohelea limitrofe ingår i släktet Mallochohelea och familjen svidknott. Inga underarter finns listade i Catalogue of Life.